# 丝发蠕形海葵
丝发蠕形海葵（学名：Halcampa duodecimcirrata）为蠕形海葵科蠕形海葵属的动物。分布于北太平洋，包括东海等海域。